# Michael Strogoff, de koerier van de tsaar

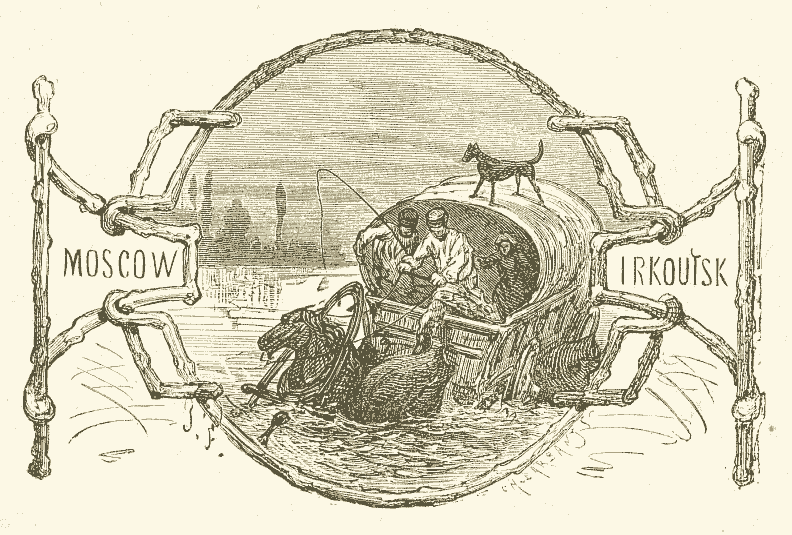
Afbeelding uit Michael Strogoff

Michael Strogoff, de Koerier van de Tsaar is een boek van Jules Verne.
Het originele Franse boek verscheen in 1874/1875 onder de oorspronkelijke titel Michel Strogoff. De toevoeging Le Courrier du Tsar volgde bij de uitgave van 1877. Eind 1877 verscheen bij uitgeverij Pieter van Santen in Leiden de eerste Nederlandse vertaling met als titel Michael Strogoff.
Het verhaal is al vele malen verfilmd, voor het eerst als de Amerikaanse stomme zwart-witfilm Michael Strogoff uit 1910.
Een hoorspelbewerking werd vanaf 10 januari 1973 door de TROS-radio uitgezonden. Deze versie werd als luisterboek op cd in 2013 door uitgeverij Rubinstein in samenwerking met de TROS en het Nederlands Instituut voor Beeld en Geluid uitgebracht. Een Belgische bewerking werd als hoorspel door de BRT in 1978 uitgezonden.
Ook is er de jaren 70 van de vorige eeuw een miniserie gemaakt, een Oostenrijks/Frans/Zwitsers/West-Duitse productie uit 1976, en werd uitgezonden door de NCRV.,  met filmmuziek ondersteuning van Vladimir Cosma.
In 1984 verscheen bij uitgeverij Loeb een Nederlandse vertaling in twee delen: Michael Strogoff - van Moskou naar Kolyvan en Michael Strogoff - van Kolyvan naar Irkoetsk.

## Inhoud
Het boek beschrijft een spannende tocht door tsaristisch Rusland. De hoofdpersoon, een 30-jarige militair, wordt door de tsaar gelast een boodschap naar diens broer te brengen (de grootvorst van het veraf gelegen Irkoetsk). Rusland wordt in het oosten onder de voet gelopen door de Tataren, die worden geholpen door een overgelopen oud-officier van het tsaristische leger, Ivan Ogareff. Omdat er verraad in het spel zal zijn, moet de grootvorst gewaarschuwd worden. Strogoff krijgt een brief mee en de instructie zich aan niemand, maar dan ook niemand, bekend te maken. Daaraan houdt hij zich stipt, zelfs tegenover zijn oude moeder, die in Omsk woont en hem op doortocht daar herkent. Dat is het begin van veel moeilijkheden. Gelukkig krijgt de koerier hulp van een jonge vrouw, Nadia, die onderweg verliefd op hem is geworden. Ook ontmoet hij twee journalisten, die elkaar beconcurreren om als eerste verslag over de oorlog te kunnen doen.
Aanvankelijk lijkt de reis redelijk vlot te gaan, ondanks enige kleinere moeilijkheden zoals een onweer in de Oeral. In een pleisterplaats te Isjim wordt Strogoff vernederd door een zeer onbeschofte medereiziger die als eerste verse paarden wil terwijl Strogoff eerst was. De man haalt zijn rijzweep over Michaels gezicht, maar deze beseft dat hij zich gedeisd moet houden en laat de zware belediging over zijn kant gaan.
Dieper in Siberië kruist Michael het pad van de Tataarse opmars uit het zuiden. Omsk en Tomsk blijken al te zijn ingenomen, en in Kolyvan wordt hij zelf door de Tataren gevangen en naar Tomsk overgebracht. Daar blijkt Ogareff, die de onbeschofte man uit Isjim is, zich bij het Tatarenleger van Feofar-khan te hebben gevoegd. Bovendien weet hij dat de koerier van de tsaar waarschijnlijk tussen de gevangenen zit en dreigt zijn uit Omsk overgebrachte moeder met de knoet te laten afranselen tot de dood erop volgt. Michael moet zich wel bekendmaken om haar te redden, maar wringt de knoet uit de beul zijn handen en slaat Ogareff ermee in het gezicht en neemt zo wraak voor de vernedering in Isjim. Feofar-khan laat hem als een spion berechten. Het vonnis wordt voltrokken door het opslaan van een willekeurig vers uit de Koran. Het vers luidde: 'En hij zal de dingen van de wereld niet meer zien'. Een gloeiend zwaard wordt voor Strogoffs ogen gehaald en hij is blind! Ogareff laat de nu blinde en ongevaarlijke Strogoff vrij en meet zichzelf Strogoffs alias aan.
Nadia begeleidt Strogoff naar Krasnojarsk. Daar blijken de Tataren een slachting te hebben aangericht: vrijwel iedereen is vermoord. Inmiddels bereikt Ogareff Irkoetsk en brengt de brief over aan de grootvorst, die niet beseft dat de verrader al in de stad is en van plan is de vijand binnen te laten. Buiten de muren trachten Strogoff en Nadia verwoed binnen te komen, terwijl de Tataren olie in de Angara laten stromen en aansteken.
Strogoff weet de muren binnen te komen en Ogareff op tijd tegen te houden. Ogareff, menend met een blinde te maken te hebben, merkt tot zijn verbazing dat Strogoff zich als een ziende gedraagt, en inderdaad, hij kan zien. Toen het staal langs zijn ogen streek, moest Michael huilen, en zijn verdampende tranen vormden een beschermende laag (leidenfrost-effect). Strogoff doodt de verraste en weerloze Ogareff en legt de verbaasde grootvorst alles uit. Niet lang daarna wordt de stad door Kozakken ontzet en trekken de Tataren, ontmoedigd door de dood van Ogareff, terug naar Tatarije. Irkoetsk en Siberië zijn gered, en Michael trouwt met zijn Nadia.

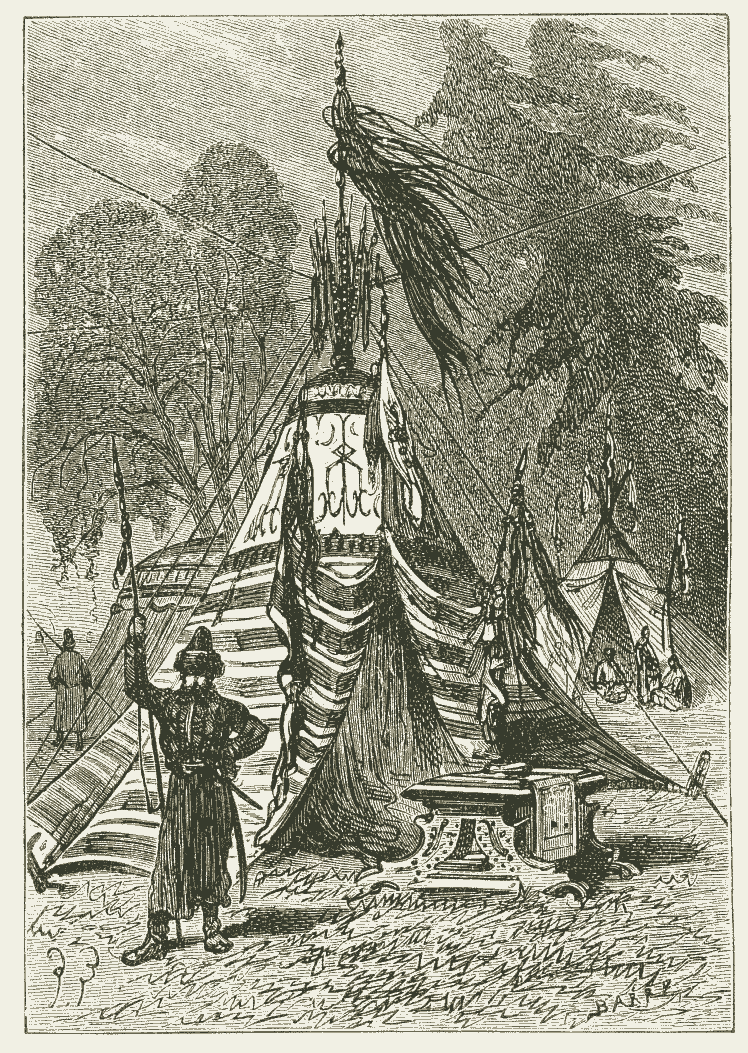
Afbeelding uit Michael Strogoff: de tent van Feofar

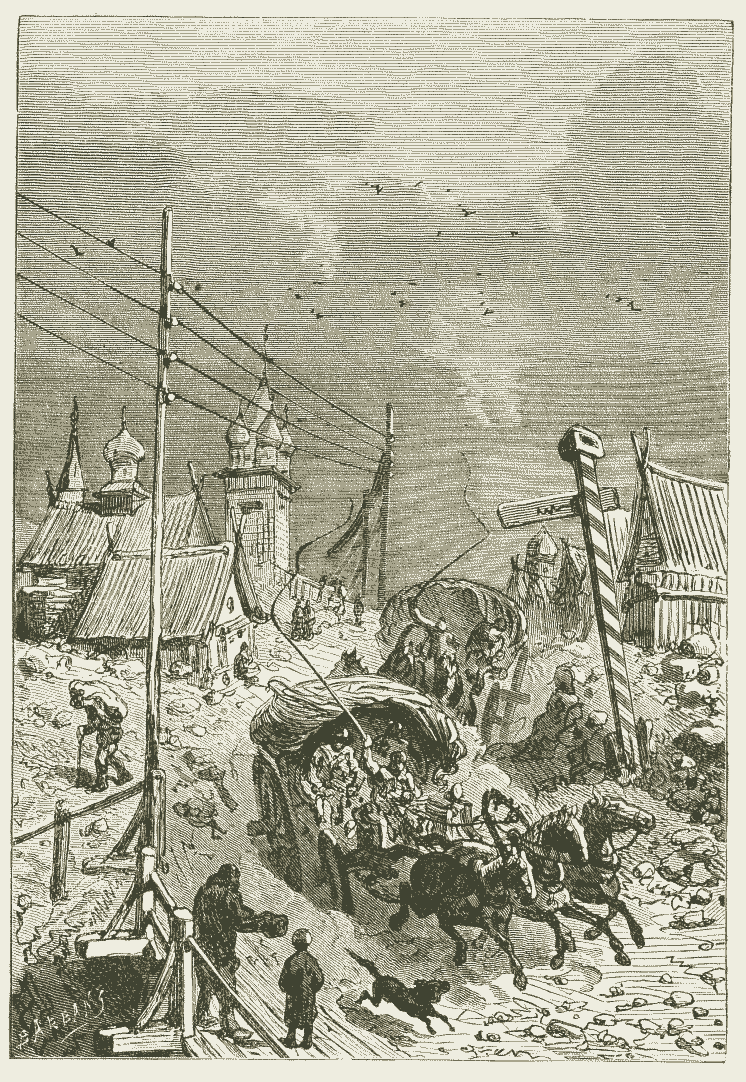
Afbeelding uit Michael Strogoff